# Ana Comneno
Ana Comneno (Griego: Άννα Κομνηνή, Latín: Anna Komnēnē; 1 de diciembre de 1083-1153) fue una princesa bizantina griega de gran cultura, hija del emperador bizantino Alejo I Comneno y de Irene Ducas. Fue autora de La Alexiada, la historia del reinado de su padre, convirtiéndose así en una de las primeras mujeres historiadoras occidentales.
Su obra constituye la fuente primaria más importante de la historia bizantina de finales del siglo XI y principios del XII, así como de las primeras Cruzadas. Aunque es más conocida como autora de La Alexiada, Ana desempeñó un papel importante en la política de la época e intentó deponer a su hermano, Juan II Comneno, como emperador en favor de su marido, Nicéforo Brienio.
Al nacer, Ana fue prometida a Constantino Ducasy creció en la casa materna de éste.Fue bien educada en "literatura e historia griegas, filosofía, teología, matemáticas y medicina"."Ana y Constantino fueron los siguientes en la línea de sucesión al tronohasta que el hermano menor de Ana, Juan II Comneno, se convirtió en heredero en 1092.Constantino murió hacia 1094y Ana se casó con Nicéforo en 1097.Ambos tuvieron varios hijos antes de la muerte de Nicéforo hacia 1136.
Tras la muerte de su padre en 1118, Ana y su madre intentaron usurpar el trono a Juan II Comneno. Su marido se negó a cooperar con ellas y la usurpación fracasó.Como resultado, Juan exilió a Ana al monasterio de Kecharitomene, donde pasó el resto de su vida.En su confinamiento allí, escribió La Alexiada.

## La Familia y sus primeros años
Ana nació en la cámara de pórfido del palacio imperial de Constantinopla, también llamada la “cámara púrpura”, color destinado solo a miembros de la alta realeza. Al nacer mientras su padre era un emperador reinante y de madre emperatriz con título de Augusta, ostentaba el título de "Porfirogéneta" (Nacida en la Púrpura). Era la mayor. Sus hermanos fueron, en orden de nacimiento: María Comneno, Juan II Comneno, Andrónico Comneno, Isaac Comneno, Eudoxia Comneno y Teodora Comnena Angelina.
Aunque se la formó cuidadosamente en historia, matemáticas, ciencias y filosofía griega, sus padres le prohibieron el estudio de poesía antigua -en la que se glorificaba a dioses lujuriosos y mujeres no castas- ya que encontraban que su estudio era inapropiado e incluso peligroso para una mujer joven de su clase. A pesar de los intentos realizados por sus padres para impedírselo, Ana estudió furtivamente la poesía antigua con uno de los eunucos imperiales. Así, Ana recibió una educación extraordinaria que hizo de ella una de las mujeres mejor educadas de su época.

## Esponsales y boda
Tal y como era habitual en la nobleza en el Medievo, Ana fue prometida en la infancia, debería casarse con Constantino Ducas, el hijo del emperador Miguel VII y María de Alania. Dado que en el momento del compromiso El emperador Alejo I Comneno no tenía hijos varones que pudieran heredar el trono, el joven Constantino fue proclamado coemperador del Imperio bizantino. Sin embargo en 1087 nació Juan II, con lo que Constantino perdió el derecho al trono. Murió al poco tiempo y Ana en breve fue prometida a su futuro esposo.
En 1097 con 14 años Ana se casó con un brillante joven noble, el césar Nicéforo Brienio. Nicéforo era el hijo de una familia aristocrática que había competido con Alejo I en su ascensión al trono, el padre del césar, fue el también llamado Nicéforo Brienio, al que Ana describe con gran solemnitud y que se levantó en armas contra el recién nombrado emperador Nicéforo III Botaniates en la zona de la costa dálmata; este fue derrotado por Alejo, que además ordenó su ceguera. Nicéforo era también un reconocido hombre de estado, general e historiador. Ana indica que su matrimonio fue más una unión política que una cuestión de amor. Sin embargo en su mayor parte probó ser una unión provechosa durante 40 años y de la que nacieron cuatro niños: Alejo Comneno, Juan Ducas, Irene Ducaina y María Briennio Comneno.

## Reivindicación del trono
Desde su infancia Ana supuso que algún día heredaría el trono, un sueño del que despertaría con el nacimiento de su hermano. Pese a todo, las ansias de poder de Ana no le dejaron aceptar el ascenso al trono por parte de su hermano. Ana consideró que ella y su marido deberían asumir el título de emperadores. Así la pareja conspiró junto con su madre Irene Ducas para desheredar a su hermano y dar la corona al marido de Ana. En aquellos momentos su padre Alejo I era débil y estaba luchando con su última enfermedad. Sin embargo su conspiración no tuvo éxito y en 1118 Juan II ascendió al trono. Podemos ver que en su obra en ningún momento habla de este intento de tomar el poder del Imperio, además de que su odio hacia su hermano menor, Juan, hace que casi no sea nombrado en su obra, como intento de quitarle peso sobre los sucesos acaecidos durante el gobierno de su padre.
Los intentos de Ana por usurpar la corona imperial persistieron y en 1118 nuevamente tramó deponer a su hermano y poner en su lugar a su esposo Nicéforo. Sin embargo, nuevamente el plan no tuvo éxito, debido a que Nicéforo en el último momento se negó a colaborar. Enfadada y decepcionada por la debilidad de su marido, Ana dijo que “la Naturaleza se ha equivocado en los sexos, ya que él debería haber sido una mujer”. El complot se descubrió y Ana tuvo que renunciar a sus propiedades y a su estatus familiar y así mismo, obligada a exiliarse al monasterio de Kecharitomenene (Lleno de Gracia), que su madre había fundado. La madre y su hermana Eudoxia fueron con ella. Irónicamente, Nicéforo permaneció en el palacio real y se convirtió en uno de los más fieles consejeros, muriendo este en el año 1137.

## Historiadora
En el recogimiento del monasterio, Ana se dedicó al estudio de la filosofía y la historia. Atendió reuniones intelectuales, incluyendo algunas dedicadas al estudio de Aristóteles. El genio intelectual y su hambre de saber es evidente en sus trabajos. Entre otras cosas, estaba versada en filosofía, gramática, teología, astronomía y medicina. Algo que se infiere del estudio de su obra más celebrada La Alexiada, en la que cita pasajes de Homero o de la Biblia, pese a cometer pequeños errores en dichas citas. Sus contemporáneos, tales como el obispo metropolitano de Éfeso, Jorge Torniques, considera a Ana como una persona que ha alcanzado “las más altas cimas de la sabiduría, tanto laicas como divinas”.
Como historiador, Nicéforo Briennio había escrito un ensayo denominado “Material para la historia”, centrado en el reinado de Alejo I. Murió en 1137 antes de acabar su trabajo. A la edad de 55, Ana se impuso acabar el trabajo de su marido, denominándolo La Alexiada, la historia de la vida de su padre y su reinado (1081–1118). La Alexiada es hoy la fuente principal de la historia y política bizantina de finales del siglo XI y principios del XII.
En La Alexiada, Ana da una visión de las relaciones políticas entre Alejo I y los occidentales. Describe vívidamente el armamento, las tácticas y las batallas. Debe tenerse en cuenta que ella escribe sobre sucesos que tuvieron lugar cuando era una niña, y que no podía recordar como testigo. Su neutralidad queda comprometida ya que escribe con el fin de loar a su padre y denigrar a su sucesor. A pesar de su parcialidad, su descripción de la Primera Cruzada es de gran valor para la historia ya que es la única descripción que se tiene realizada por parte de los griegos. Ella recoge el punto de vista de figuras clave de la élite griega. Su marido Nicéforo Briennio había luchado en el conflicto que surgió con el jefe cruzado Godofredo de Bouillón a las afueras de Constantinopla en Martes Santo de 1097. Su tío Jorge Paleólogo estaba presente en Pelkano en junio de 1097 cuando Alejo I discutió la futura estrategia de los cruzados. Así La Alexiada permite observar la cruzada desde una perspectiva bizantina. Transmite la alarma que se sintió con la llegada de las fuerzas europeas a través del Imperio bizantino, y los peligros en que pusieron la seguridad de Constantinopla.
En su obra podemos ver de manera muy clara la visión del mundo occidental, desde el punto de vista greco-bizantino, los cuales se creían totalmente herederos del Imperio romano, y se llamaban a sí mismos romanos, mientras que al resto lo denominaban como bárbaros, usando las nomenclaturas romanas, como celtas o bárbaros francos para los nobles franceses, latinos para los habitantes de Roma, como el caso del mismo Papa, al que tenía como un patriarca más que debía bajo la autoridad del Patriarca de Constantinopla, también encontramos a los longibardos, escitas (tribus pechenegas), ...
Digno de mencionar es el retrato que hace del cruzado Bohemundo de Tarento, normando del sur de Italia, quien bajo la jefatura de su padre Roberto Guiscardo, había invadido parte del territorio bizantino en los Balcanes en 1081. Aunque lo considera un bárbaro y hace de él “el malo” en su obra, por la enemistad con su padre así como su conquista de Antioquía, antigua ciudad bizantina, hay más de una insinuación de estar encaprichada con él. Ana Comneno ha identificado por primera vez en La Alexiada, los valacos de los Balcanes con los dacios y los búlgaros con tracios: "... hay (Haemus) viven ricas tribus, los dacios y los tracios en la vertiente norte (La Alexiada,XIV,IV). El libro igualmente contribuye a comprender la mentalidad femenina de la época así, como del mundo bizantino en el que se desarrolla su historia.
El estilo literario de Ana Comneno sigue el de Tucídides, Polibio o Jenofonte. Consecuentemente, al mostrar el aticismo que imperaba en la literatura de aquel período, resulta de todo ello un lenguaje bastante artificial. En su mayor parte, la cronología de los eventos es correcta, excepto en aquellos que transcurren cuando Ana ya está en el monasterio, cuando ya no tiene acceso a los archivos imperiales. Sin embargo, su historia alcanza los patrones de la época.
La fecha exacta de la muerte de Ana no se sabe. Se infiere de La Alexiada que vivía aún en 1148. Sin embargo La Alexiada muestra perfectamente el torbellino emocional de Ana. Indica que apenas nadie podía verla y que muchos la odiaban. Del mismo modo, odiaba su posición aislada en la sociedad a la que se había visto abocada por el exilio.